# Ꙏ
Ꙏ, ꙏ (jer neutralny) – litera rozszerzonej cyrylicy. Wykorzystywana jest do transkrypcji średniowiecznych dokumentów w języku rosyjskim, gdy nie ma możliwości rozróżnienia znaku twardego Ъ i znaku miękkiego Ь.

## Kodowanie
| Znak                   | Ꙏ                                   | Ꙏ                                   | ꙏ                                 | ꙏ                                 |
| ---------------------- | ----------------------------------- | ----------------------------------- | --------------------------------- | --------------------------------- |
| Nazwa w Unikodzie      | Cyrillic Capital Letter Neutral Yer | Cyrillic Capital Letter Neutral Yer | Cyrillic Small Letter Neutral Yer | Cyrillic Small Letter Neutral Yer |
| Kodowanie              | dziesiątkowo                        | szesnastkowo                        | dziesiątkowo                      | szesnastkowo                      |
| Unicode                | 42574                               | U+A64E                              | 42575                             | U+A64F                            |
| UTF-8                  | 234 153 142                         | ea 99 8e                            | 234 153 143                       | ea 99 8f                          |
| Odwołania znakowe SGML | &#42574;                            | &#xA64E;                            | &#42575;                          | &#xA64F;                          |